# 三輪正義
三輪 正義（みわ まさよし、1984年1月23日 - ）は、山口県下関市出身の元プロ野球選手（外野手、内野手）。右投左打。

## 来歴

### アマチュア時代
1999年、下関中央工高に進学。一年夏からレギュラーを務めるが、甲子園出場はならなかった。
高校卒業後、燃料取扱商社の山口産業（宇部市）に入社し、軟式野球部に入る。ガソリンスタンドに勤務する仕事の都合上、危険物取扱者乙4種の資格を取得したという。尚、当時の月収は11万円程度であった。2003年に行われたNew!!わかふじ国体では軟式野球の山口県代表に選出されている。

### 独立リーグ時代
2005年、四国アイランドリーグの入団テストを受験し、香川オリーブガイナーズに入団。リーグ2位の24盗塁を記録した。
2006年、26犠打でリーグ最多犠打を記録。秋には松山でキャンプ中の東京ヤクルトスワローズと対戦し、活躍。監督だった古田敦也から称賛されたが、ドラフト指名にはいたらなかった。
2007年は当時のリーグ新記録となる40盗塁で、リーグ盗塁王のタイトルを獲得した。再び秋季キャンプ中のヤクルトと対戦し、監督の高田繁から評価を受ける。11月19日のドラフト会議でヤクルトから6巡目で指名を受けた。四国アイランドリーグから内野手がドラフト会議で指名を受けたのは、三輪が最初である。香川では通算262試合に出場し打率.236（912打数215安打）・0本塁打・54打点・90盗塁。
香川時代の三輪について、当時香川の投手コーチだった加藤博人は、「人一倍努力家だった」「オフの夜に屋外で壁当ての練習をして、近隣の住民から苦情が来たことがある」とのちに述べている。

### NPB時代

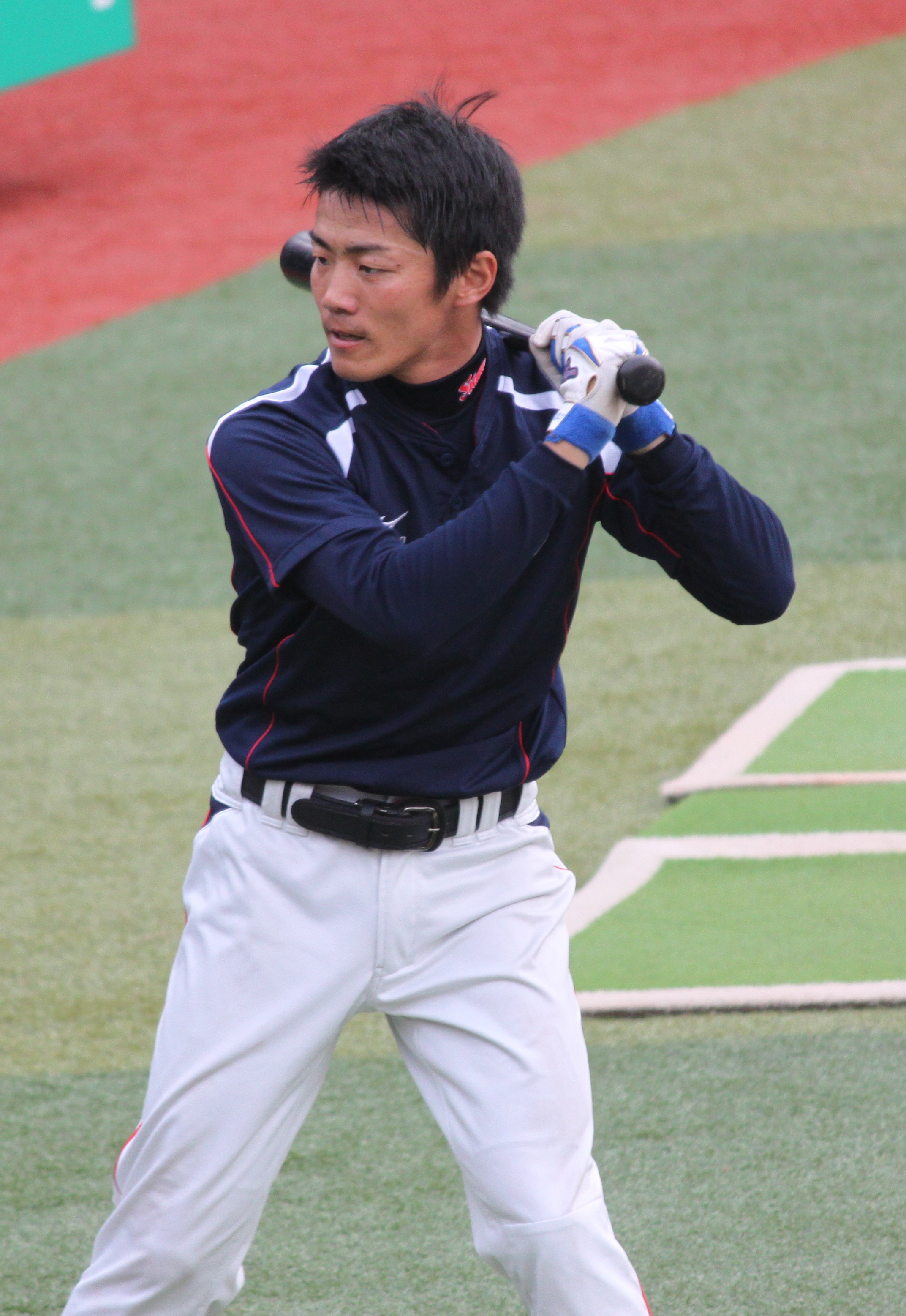
横浜スタジアムにて

2008年はイースタン・リーグで80試合に出場し、二塁手としてレギュラーの梶本勇介に次ぐ50試合、遊撃手としても15試合守備についた。元々送球に難があるとされており、特に遊撃手としては失策が多かった。課題とされた打撃面は、打率.283、出塁率.349と1年目としては上々の結果を残した。イースタン・リーグ2位となる24盗塁を記録した。
2009年はイースタンリーグでの成績が評価され、6月26日に一軍選手登録されたが、翌日抹消された。7月9日に再び一軍登録され7月10日の横浜ベイスターズ戦で代走で初出場、盗塁を試みるも失敗に終わった。イースタンリーグでは主に二塁手として出場し、盗塁王（36盗塁）と最高出塁率（.397）の二冠となり、打率もリーグ3位の.321であった。シーズン終了後、宮崎でフェニックスリーグに参加していたが、10月19日に三度目の一軍登録を受け、同日の中日ドラゴンズとのクライマックスシリーズ第3戦に代走として出場した。
2010年は一軍キャンプスタートとなり、オープン戦でも主に代走として起用された。4月3日の横浜戦で代走で出場。4月9日の対阪神タイガース戦に1番レフトでスタメン起用され、最初の打席で安藤優也からプロ入り初安打を放った。内野手登録だが、2010年は左翼手としての出場しかなかった。
2011年は4月20日の中日戦で、最終回に試みた送りバントが相手のミスを誘い、サヨナラ勝利を演出した。同年はスタメン出場は1試合に終わったが、故障した福地寿樹にかわり、代走の切り札としてリーグ2位の39回出場し、守備では外野全ポジションにサード、セカンドと5つのポジションを守った。この年、パ・リーグ球団からトレードの申し入れがあったことが後に明らかにされている。
2012年は、プロ入り初の二塁打をマークするなどと自己最多65試合に出場。代走としてチームトップの29回出場し、守備では昨年と同じく5つのポジションを守った。
2013年4月9日戸田球場で行われたファーム練習試合・新潟アルビレックスBC戦にてプロ入り初の「2番・捕手」でスタメン出場。同年の4月12日一軍に登録。4月17日の対中日戦で9回に畠山和洋の代走として出場したが、チームが同点に追いつき延長戦に入った際に選手を使い果たし、ベンチに一塁を守ることができる選手が一人もいなくなったため、急遽プロ入り初めて一塁手として守備に就いた。4月25日の対広島戦に記録したプロ入り初打点が、「人生初」のサヨナラヒットとなった。
2014年は32試合に出場した。
2015年は自己最多となる87試合に出場した。20安打、7打点も自己最多となる。日本シリーズでは第4戦の8回に代打として出場した（結果はサードゴロ）。
2016年は6月26日の中日戦、4-4の延長11回1死満塁の場面で代打で登場すると、センターに3年ぶりのサヨナラヒットを放った。
2017年の出場は16試合にとどまり、オフの契約更改後の会見では「結果を残さないと（試合に）出れないのは当たり前。仕方がないと思っている」と述べた。この年5月のプロ野球実行委員会では、独立リーグ出身者の国内FA権取得に際して大学・社会人出身者と同じ条件（一軍登録日数で7年）を認めるかにつき、三輪の取得を念頭に置いた議論がおこなわれた。香川に入る前に社会人の軟式野球部に所属していたことから、三輪が取得する場合は社会人出身者と同じ扱いとなることが確認されたが、一軍登録日数が条件に届かず、2017年シーズンでの資格取得には至らなかった。
2018年7月30日、独立リーグ出身選手では初となる国内フリーエージェント資格を取得した。出場機会は前年から微増し、2年ぶりの安打と打点を記録した。
2019年はイースタン・リーグの試合には出場していたものの一軍昇格の機会がないままシーズンを過ごし、9月17日に今シーズン限りで現役引退することが発表された。9月22日の対読売ジャイアンツ23回戦終了後に引退セレモニーが行われ（一軍登録されていなかったため試合には出場せず）、この日の試合が降雨コールドゲームだったこともあり、引退挨拶の後にはホームベース上のブルーシートにヘッドスライディングを二度披露した。結局、現役選手として最後に出場した試合は、9月26日のイースタン・リーグ対ロッテ戦であった。12月2日付で、NPBから自由契約選手として公示。

### 現役引退後
ヤクルト球団の職員として、2020年から広報部に配属。球団公式のTwitterアカウントの運営などに携わる一方で、球団が東京都内の小学校で実施しているボールの投げ方教室で講師を務めている。また、ヤクルトジュニアチームのコーチを務めた。

## 選手としての特徴・人物
内野外野問わず、全ポジションをこなせるユーティリティープレイヤー。二軍では捕手として出場したこともある。守備は上手かったが外野の守備では打球を後逸することもあった。
50m5秒7と俊足が持ち味であり、香川時代では通算261試合に対し90盗塁をマークし、イースタン・リーグでは2009年に盗塁王（36盗塁）を獲得している。
プロ入り後は、代打・代走・守備固め、バント要員と様々な役割をこなし貴重なスーパーサブとしてチームを支えた。また、非常に明るい性格でチームの"いじられ役"として愛されていた。

## 詳細情報

### 年度別打撃成績
| 年 度     | 球 団     | 試 合 | 打 席 | 打 数 | 得 点 | 安 打 | 二 塁 打 | 三 塁 打 | 本 塁 打 | 塁 打 | 打 点 | 盗 塁 | 盗 塁 死 | 犠 打 | 犠 飛 | 四 球 | 敬 遠 | 死 球 | 三 振 | 併 殺 打 | 打 率 | 出 塁 率 | 長 打 率 | O P S |
| --------- | --------- | ----- | ----- | ----- | ----- | ----- | -------- | -------- | -------- | ----- | ----- | ----- | -------- | ----- | ----- | ----- | ----- | ----- | ----- | -------- | ----- | -------- | -------- | ----- |
| 2009      | ヤクルト  | 3     | 0     | 0     | 0     | 0     | 0        | 0        | 0        | 0     | 0     | 0     | 1        | 0     | 0     | 0     | 0     | 0     | 0     | 0        | ----  | ----     | ----     | ----  |
| 2010      | ヤクルト  | 10    | 16    | 16    | 2     | 3     | 0        | 0        | 0        | 3     | 0     | 1     | 1        | 0     | 0     | 0     | 0     | 0     | 0     | 0        | .188  | .188     | .188     | .375  |
| 2011      | ヤクルト  | 54    | 16    | 13    | 15    | 1     | 0        | 0        | 0        | 1     | 0     | 5     | 2        | 3     | 0     | 0     | 0     | 0     | 2     | 0        | .077  | .077     | .077     | .154  |
| 2012      | ヤクルト  | 65    | 39    | 29    | 15    | 8     | 1        | 0        | 0        | 9     | 0     | 6     | 1        | 8     | 0     | 2     | 0     | 0     | 5     | 0        | .276  | .323     | .310     | .633  |
| 2013      | ヤクルト  | 75    | 56    | 45    | 10    | 15    | 0        | 0        | 0        | 15    | 5     | 6     | 0        | 5     | 0     | 6     | 0     | 0     | 6     | 0        | .333  | .412     | .333     | .745  |
| 2014      | ヤクルト  | 32    | 22    | 20    | 7     | 5     | 1        | 0        | 0        | 6     | 1     | 0     | 0        | 1     | 0     | 1     | 0     | 0     | 2     | 1        | .250  | .286     | .300     | .586  |
| 2015      | ヤクルト  | 87    | 102   | 86    | 13    | 20    | 1        | 2        | 0        | 25    | 7     | 4     | 2        | 6     | 1     | 9     | 0     | 0     | 23    | 1        | .233  | .302     | .291     | .593  |
| 2016      | ヤクルト  | 51    | 41    | 33    | 9     | 8     | 0        | 1        | 0        | 10    | 2     | 1     | 0        | 5     | 0     | 3     | 0     | 0     | 10    | 1        | .242  | .306     | .303     | .609  |
| 2017      | ヤクルト  | 16    | 6     | 4     | 0     | 0     | 0        | 0        | 0        | 0     | 0     | 0     | 0        | 2     | 0     | 0     | 0     | 0     | 0     | 0        | .000  | .000     | .000     | .000  |
| 2018      | ヤクルト  | 25    | 24    | 17    | 2     | 2     | 0        | 0        | 0        | 2     | 1     | 0     | 0        | 5     | 0     | 2     | 0     | 0     | 4     | 0        | .118  | .211     | .118     | .329  |
| NPB：10年 | NPB：10年 | 418   | 322   | 263   | 73    | 62    | 3        | 3        | 0        | 71    | 16    | 23    | 7        | 35    | 1     | 23    | 0     | 0     | 52    | 3        | .236  | .296     | .270     | .566  |

### 年度別守備成績
| 年 度 | 一塁  | 一塁  | 一塁  | 一塁  | 一塁  | 一塁     | 二塁  | 二塁  | 二塁  | 二塁  | 二塁  | 二塁     | 三塁  | 三塁  | 三塁  | 三塁  | 三塁  | 三塁     | 外野  | 外野  | 外野  | 外野  | 外野  | 外野     |
| 年 度 | 試 合 | 刺 殺 | 補 殺 | 失 策 | 併 殺 | 守 備 率 | 試 合 | 刺 殺 | 補 殺 | 失 策 | 併 殺 | 守 備 率 | 試 合 | 刺 殺 | 補 殺 | 失 策 | 併 殺 | 守 備 率 | 試 合 | 刺 殺 | 補 殺 | 失 策 | 併 殺 | 守 備 率 |
| ----- | ----- | ----- | ----- | ----- | ----- | -------- | ----- | ----- | ----- | ----- | ----- | -------- | ----- | ----- | ----- | ----- | ----- | -------- | ----- | ----- | ----- | ----- | ----- | -------- |
| 2010  | -     | -     | -     | -     | -     | -        | -     | -     | -     | -     | -     | -        | -     | -     | -     | -     | -     | -        | 5     | 9     | 0     | 0     | 0     | 1.000    |
| 2011  | -     | -     | -     | -     | -     | -        | 1     | 1     | 1     | 0     | 0     | 1.000    | 5     | 0     | 2     | 0     | 0     | 1.000    | 28    | 8     | 0     | 0     | 0     | 1.000    |
| 2012  | -     | -     | -     | -     | -     | -        | 6     | 5     | 13    | 0     | 4     | 1.000    | 18    | 1     | 20    | 2     | 1     | .913     | 32    | 13    | 0     | 0     | 0     | 1.000    |
| 2013  | 5     | 10    | 0     | 0     | 0     | 1.000    | 6     | 5     | 9     | 0     | 0     | 1.000    | 4     | 0     | 1     | 0     | 0     | 1.000    | 46    | 25    | 0     | 1     | 0     | .962     |
| 2014  | 3     | 7     | 0     | 0     | 0     | 1.000    | -     | -     | -     | -     | -     | -        | 4     | 0     | 1     | 0     | 0     | 1.000    | 18    | 8     | 0     | 0     | 0     | 1.000    |
| 2015  | -     | -     | -     | -     | -     | -        | -     | -     | -     | -     | -     | -        | 2     | 1     | 2     | 0     | 0     | 1.000    | 73    | 45    | 0     | 0     | 0     | 1.000    |
| 2016  | -     | -     | -     | -     | -     | -        | -     | -     | -     | -     | -     | -        | 2     | 1     | 0     | 1     | 0     | .500     | 31    | 19    | 2     | 0     | 0     | 1.000    |
| 2017  | -     | -     | -     | -     | -     | -        | -     | -     | -     | -     | -     | -        | -     | -     | -     | -     | -     | -        | 3     | 0     | 0     | 0     | 0     | .000     |
| 2018  | -     | -     | -     | -     | -     | -        | 2     | 2     | 3     | 0     | 0     | 1.000    | 1     | 0     | 1     | 0     | 0     | 1.000    | 6     | 2     | 0     | 0     | 0     | 1.000    |
| 通算  | 8     | 17    | 0     | 0     | 0     | 1.000    | 15    | 13    | 26    | 0     | 4     | 1.000    | 36    | 3     | 27    | 3     | 1     | .909     | 242   | 129   | 2     | 1     | 0     | .992     |

### 記録
NPB
- 初出場：2009年7月10日、対横浜ベイスターズ8回戦（明治神宮野球場）、7回裏に松元ユウイチの代走で出場
- 初盗塁：2010年4月3日、対横浜ベイスターズ2回戦（明治神宮野球場）、9回裏に二盗（投手：山口俊、捕手：橋本将）
- 初先発出場：2010年4月9日、対阪神タイガース1回戦（阪神甲子園球場）、1番・左翼手で先発出場
- 初打席・初安打：同上、1回表に安藤優也から中前安打
- 初打点：2013年4月25日、対広島東洋カープ5回戦（明治神宮野球場）、12回裏に菊地原毅から中前サヨナラ適時打

### 独立リーグでの打撃成績
以下の数値は四国アイランドリーグplusウェブサイト掲載の各シーズン選手成績による。
| 年 度     | 球 団     | 打 率 | 試 合 | 打 席 | 打 数 | 得 点 | 安 打 | 二 塁 打 | 三 塁 打 | 本 塁 打 | 打 点 | 三 振 | 四 球 | 死 球 | 犠 打 | 犠 飛 | 盗 塁 | 長 打 率 | 出 塁 率 |
| --------- | --------- | ----- | ----- | ----- | ----- | ----- | ----- | -------- | -------- | -------- | ----- | ----- | ----- | ----- | ----- | ----- | ----- | -------- | -------- |
| 2005      | 香川      | .233  | 88    | 376   | 335   | 31    | 78    | 2        | 2        | 0        | 19    | 57    | 30    | 1     | 9     | 1     | 24    | .251     | .297     |
| 2006      | 香川      | .256  | 88    | 373   | 320   | 42    | 82    | 8        | 1        | 0        | 16    | 36    | 26    | 1     | 26    | 0     | 26    | .288     | .314     |
| 2007      | 香川      | .214  | 86    | 309   | 257   | 44    | 55    | 7        | 3        | 0        | 19    | 38    | 31    | 1     | 18    | 2     | 40    | .265     | .299     |
| 通算：3年 | 通算：3年 | .236  | 262   | 1058  | 912   | 117   | 215   | 17       | 6        | 0        | 54    | 131   | 87    | 3     | 0     | 3     | 90    | .268     | .303     |

- 各年度の太字はリーグ最高

### 背番号
- 6 （2005年 - 2007年）
- 60 （2008年 - 2019年）